# Batalla de la frontera persa
Batalla de la Frontera Persa fue el nombre dado al segundo enfrentamiento militar trabado en la antigüedad entre los ejércitos de Media y de Persia. Aunque no fue una victoria decisiva persa, ella marcó una marcada disminución del poder ejercido por los medos en el Sudoeste de Asia. Fue la primera batalla trabada por Cambises I, y la primera en la que participó con su hijo, Ciro el Grande. El primero de estas batallas, que duró dos días, fue un intento de liberar a Persia, e hizo que las tropas persas retrocedieran hacia el sur, donde disputaron una tercera batalla.
Fue descrita por Nicolás de Damasco - entre otros que también mencionan la Batalla de Hyrba - pero no es mencionada por Heródoto. La mayoría de los historiadores que la comentan consideran que Heródoto menciona solo la primera y la última de las batallas ocurridas en aquella guerra, sobre la base de su descripción de los hechos. Este conflicto fronterizo habría sido el primer gran enfrentamiento militar entre las dos potencias. Ciro consiguió escapar del enemigo sin retroceder, poniendo así fin a la batalla y prolongando el enfrentamiento sin permitir una victoria completa a Astiages, rey de los medos. La próxima batalla vendría a ser el último acto de resistencia de los persas, ya que su propia existencia pasaba a ser puesta en juego sobre la base del resultado de la guerra.

## Contexto
Ciro había retrocedido a la frontera de la provincia para proteger las fronteras de Persia contra las incursiones de Astiages. Después de la Batalla de Hyrba, Astiages invadió a Persia con más de 1.205.000 hombres. La batalla que siguió implicó a la caballería a ambos lados, y carros de guerra, que habrían sido usados solo durante este enfrentamiento. Solo una pequeña parte de las fuerzas invasoras de los medos participó en la batalla, mientras los persas utilizaron toda su caballería, incluyendo las tropas auxiliares. Los movimiento se Astiages trató de convencer a Ciro a rendirse, pero esta vez prefirió no demostrar misericordia, aun teniendo mejores relaciones con 'Atradates' (variante del nombre Mitradates, utilizado por Heródoto, que Nicolau utiliza erróneamente para referirse a Cambises, padre de Ciro). De las fuentes el nombre de la ciudad que Ciro y su padre estaban protegiendo no fue registrado. Aun así, se sabe que se trataba de una ciudad fronteriza importante, y que era considerada digna de ser defendida. Cuando Astiages Se acercó a la ciudad, los pobladores persas estaban a punto de evacuarla, si fuera necesario. En ese tiempo, Ciro y Cambises reunieron a sus tropas, pero no se sabe exactamente si Oebares (que había ayudado a Ciro a subir al trono) o Harpago participó a su lado en el combate, se sabe que el Oebares era un consejero de Ciro.
- Datos: Q3281712